# Minnipa Airport
Minnipa Airport är en flygplats i Australien. Den ligger i kommunen Wudinna och delstaten South Australia, omkring 390 kilometer nordväst om delstatshuvudstaden Adelaide.
Trakten runt Minnipa Airport är nära nog obefolkad, med mindre än två invånare per kvadratkilometer.. Närmaste större samhälle är Minnipa, nära Minnipa Airport.
Trakten runt Minnipa Airport består till största delen av jordbruksmark. Genomsnittlig årsnederbörd är 420 millimeter. Den regnigaste månaden är juni, med i genomsnitt 76 mm nederbörd, och den torraste är november, med 11 mm nederbörd.